# Love Poem
Love Poem (с англ. — «Любовное стихотворение») — седьмой мини-альбом южнокорейской певицы IU. Он был выпущен лейблом Kakao M 18 ноября 2019 года. В него вошли ведущий сингл «Love Poem» и треки «Above the Time» и «Blueming».

## Предпосылки
Альбом и ведущий сингл были отложены после смерти близкого друга IU, певицы Солли. В день выхода альбома музыкальные клипы стали доступны для «Above the Time» и «Blueming».

## Критика
Тамар Герман из Billboard написала, что «альбом представляет собой что-то вроде поэмы о любви в карьере IU, где каждый из синглов представляет отдельную часть ее дискографии», сравнивая заглавный трек с «острыми мелодиями» из собственной серии IU альбом The Book Bookmark; «живая поп-рок-мелодия» «Blueming», на трек IU «Twenty-Three» 2015 года и «мелодичное, театральное» «Above the Time», «звуковое и визуальное продолжение» к песне IU 2011 года «You and I», с точки зрения его музыки и сюжета его видео.

## Коммерческий успех
Альбом вышел на первое место во всех основных чартах Кореи, включая Melon, Bugs, Genie и Soribada. «Blueming» также достиг «All-kill», что означает, что он превысил чарты всех крупных корейских платформ.
В настоящее время сингл насчитывает 133 «perfect all-kill», где песня занимает первое место во всех чартах, как в реальном времени, так и в дневном, а также в реальном времени и еженедельных чартах Instiz.

## Список комопозиций
| №                   | Название                                        | Длительность |
| ------------------- | ----------------------------------------------- | ------------ |
| 1.                  | «Unlucky»                                       | 3:51         |
| 2.                  | «The Visitor» (그 사람; Geu salam)              | 3:51         |
| 3.                  | «Blueming»                                      | 3:37         |
| 4.                  | «Above the Time» (시간의 바깥; Sigan-ui bakkat) | 5:00         |
| 5.                  | «Lullaby» (자장가; Jajang-ga)                   | 4:21         |
| 6.                  | «Love Poem»                                     | 4:18         |
| Общая длительность: | Общая длительность:                             | 24:58        |

## Чарты
| Чарты (2019)                 | Высшая позиция |
| ---------------------------- | -------------- |
| Южная Корея (Gaon)           | 1              |
| США (Billboard World Albums) | 10             |

## Продажи
| Регион             | Продажи |
| ------------------ | ------- |
| Южная Корея (Gaon) | 168,786 |

## Награды

### Музыкальные программы
| Песня       | Программа              | Дата             |
| ----------- | ---------------------- | ---------------- |
| «Love Poem» | Show! Music Core (MBC) | 16 ноября, 2019  |
| «Love Poem» | Show! Music Core (MBC) | 23 ноября, 2019  |
| «Love Poem» | Inkigayo (SBS)         | 17 ноября, 2019  |
| «Love Poem» | Music Bank (KBS2)      | 30 ноября, 2019  |
| «Blueming»  | Inkigayo (SBS)         | 1 декабря, 2019  |
| «Blueming»  | Inkigayo (SBS)         | 8 декабря, 2019  |
| «Blueming»  | Inkigayo (SBS)         | 15 декабря, 2019 |
| «Blueming»  | Music Bank (KBS2)      | 20 декабря, 2019 |
| «Blueming»  | Show! Music Core (MBC) | 21 декабря, 2019 |